# Isarachnanthus nocturnus
Isarachnanthus nocturnus is een Cerianthariasoort uit de familie van de Arachnactidae. De wetenschappelijke naam van de soort is voor het eerst geldig gepubliceerd in 1977 door Hartog.